# Алма-Кермен (городище)
Алма-Кермен (Альма-Кермен, «Альминська фортеця») — пізньоскіфське городище у південно-західному Криму. Локалізоване на невеликому (30 м заввишки) пагорбі на лівому березі річки Альми, в середній її течії, на північній околиці села Завітне Бахчисарайського району АР Крим, від назви якого (до 1948 р.) отримало найменування.
Поселення могло бути тотожне до згадуваної Страбоном «царської фортеці» Хаб (Хабеї). На південь від городища біля підніжжя плато розташоване селище, за 250 метрів на південний захід — некрополь на понад 300 поховань, який виник у І ст. до н. е. (однак переважна частина поховань датується ІІ ст. н. е.) і займав переважну частину городища.

## Історія
Життя на городищі розпочалося у VI—V ст. до н. е. за часів таврів. Наприкінці II ст. до н. е., після воєн Діофанта, сюди прийшли скіфи, котрі на узвишші облаштували фортецю, а біля його підніжжя — селище, яке виникло пізніше за Неаполь Скіфський. Плідна земля та близькість питної води сприяли зайняття плужним землеробством, яке було основним заняттям (скіфи вирощували переважно пшеницю), виноградарством (привезене вино коштувало чимало, дозволити його собі могли лише заможні). Скіфія постачала на причорноморський ринок величезну кількість хліба, при цьому мавши монополію. Слід зазначити, що на Алма-Кермені вперше в Північному Причорномор'ї була виявлена житня культура. Також місцеві мешканці займалися ткацтвом, гончарством, каменярством, ковальством, ливарством. Життя поселення концентрувалося на північно-східній ділянці плато.
У 60-х рр. I ст. н. е. до Херсонеса на заклик місцевих мешканців увійшли римські легіонери, щоб захистити поліс від скіфів; відтоді місто втратило незалежність і стало володінням Римської імперії. Городище Алма-Кермен, яке було розташоване на перехресті шляхів, що вели вглиб Скіфії, за 4-5 км від магістралі Неаполь — Херсонес, мало для римлян стратегічне значення як місце, де можна було створити зручний і стратегічно важливий військовий пост, розташувавши там загін. Середня течія Альми становила глибинні території Скіфії; уздовж річки пролягав суходільний шлях, який пов'язував два згадані важливі населені пункти. Цей чинник дозволив римлянам запровадити фактичну товарну блокаду Скіфії, регулюючи потік товарів з гирла Альми до Неаполя: це не могло не порушувати й не послаблювати економічне життя скіфської держави. Ймовірно, зайнявши силою плато городища, легіонери примусили його мешканців-скіфів розташуватись на селищі. Останнім лишалося хіба що підпорядкуватись, оскільки вояків серед них було небагато — кинджали та мечі були виявлені лише у 4-х похованнях: цим неможливо було протистояти римській зброї. Вочевидь, на Алма-Кермені був розташований один із загонів XI легіону Клавдія, що входив до херсонеського гарнізону. Зокрема, на городищі була знайдена черепиця, обпалена й таврована штемпелями легіону в Херсонесі: її велику партію привезли для спорудження різних будівель на Алма-Кермені. Городище могло бути єдиним місцем Скіфії, до якого увійшли римські легіонери: принаймні, у місцевості нема іншого пункту з явними слідами перебування римлян. Попри окупацію, місцеве населення займалося звичними справами. Римський легіон пробув у фортеці не більш ніж три десятиліття, після чого вона знов стала скіфською: вочевидь, причиною виходу римлян була необхідність зосередити війська на заході імперії, коли у II—III ст. н. е. варвари дедалі частіше почали загрожувати провінціям на Рейні та Дунаї.
В середині III ст. н. е. поселення на Альмі загинуло від пожежі; мешканці залишили його раптово, про що свідчить покинуте добро, серед якого були навіть золоті прикраси — зокрема, зливок золота вагою 161,1 г у формі усіченого ромба з добре згладженою поверхнею (призначення предмета не з'ясоване, аналоги не виявлені) та кільцеподібна золота пластинка зі скляною вставкою, облямована накладною рубчатою ниткою та кіскою з золотої нитки. Ймовірно, фортецю зруйнували готи, котрі в цей час увійшли до Криму. Тоді ж припинилося життя на багатьох поселеннях європейського Боспору.

## Дослідження
Пам'ятку виявив і зафіксував у 1837 р. в «Кримському збірнику» науковець Петро Кеппен, висловивши припущення, що північна частина передгір'їв Криму захищалася низкою взаємопов'язаних і збудованих за єдиним планом укріплень, які перепиняли шлях до гірських районів і до узбережжя Тавриди; також він зафіксував тогочасну назву руїн городища — Кала.
Археологічні дослідження на городищі розпочалися у 1954 р. за ініціативою археолога Н. О. Богданової та були продовжені у 1959—1967 рр. під керівництвом Т. М. Висотської. Внаслідок розкопок під керівництвом Ю. П. Зайцева у 2004—2009 рр. було виділено кілька хронолого-археологічних горизонтів життя городища, пов'язаних з існуванням пізньоскіфського поселення та присутністю римського гарнізону. Некрополь досліджувався у 1950–80-х рр. Н. О. Богдановою, у 2004—2006 рр. — Ю. П. Зайцевим.

## Особливості структури
Городище у плані має овальну форму і займає площу 1,3 га. Культурний шар місцями сягає 2,3 м. Будинки споруджувалися на кам'яних основах, а стіни були складені, ймовірно, з саманної цегли. Приміщення мали прямокутну форму, іноді з закругленими кутами. Північно-західну мисову частину захищав потужний оборонний мур з бутового каменю завтовшки 3,5 м. На мисі розташовувалася найнеприступніша частина міста — його акрополь, де мешканці могли знайти притулок у разі небезпеки. В цій частині культурний шар не виявлений. Городище було центром сільськогосподарського та ремісничого виробництва. Після того, як у II ст. н. е. XI легіон Клавдія вигнав скіфів з городища й заснував невелику римську фортецю, що контролювала шлях, римляни спорудили тут кілька будівель за технологією будівництва, відмінною від скіфської. В оздобленні будинків використовувалися архітектурні деталі з мармуроподібного вапняку (колони, карнизи тощо). У фортеці була гута з трьома печами — єдина пам'ятка такого типу в Північному Причорномор'ї (скіфам виробництво скла було незнайоме). Поруч із печами на майданчику готувалася шихта — суміш кварцевого піску та соди, отриманої під час спалювання морських рослин або лісових папоротників; іноді до шихти в малих кількостях додавався свинець, який надавав склу міцності та жовтого забарвлення. З міркувань пожежної безпеки гута була розташована на краю городища, на його північному схилі. Ймовірно, вона існувала недовго, а її продукція була нечисельною: принаймні, у похованнях на городищі нема скляних виробів, подібних до знайдених на місці виробництва.
На городищі були відкриті залишки парадної будівлі прямокутної форми розмірами 13×8,5 м. Її стіни, викладені з сирцевої цегли на кам'яних підвалинах, були зсередини оштукатурені та розписані фресками (збереглися фрагменти розмальованої різнокольорової штукатурки, за якими неможливо відтворити розпис). Кам'яні стіни були зміцнені вапняковим розчином. Двосхилий дах вкривала черепиця з таврами легіону, що впала всередину будинку під час його руйнації; коли римляни залишили фортецю, будівля використовувалася для господарських потреб, пізніше загинула в пожежі. Долівка була глиняна, мазана. В центрі височів глиняний майданчик — своєрідний жертовний стіл, піднесений над рівнем підлоги на 10-15 см: такі жертовники були поширені в помешканнях давніх фракійців (вони були серед римських вояків херсонеського гарнізону й принесли до Криму особливості своєї культури та релігії). Можливо, зазначене приміщення мало культове призначення. Загалом будівлі городища збереглися погано.
Поховання городища позначалися стелоподібними каменями в південно-східному кінці могил, овальними або прямокутними вимостками з пласких, неохайно оброблених плит, вкладених паралельними рядами або хаотично. Поховання заможних осіб були позначені хрестовидними кладками. Також могили позначалися встановленням антропоморфних фігур і рельєфів.

## Сучасна історія
У 2010 р. «чорні археологи» завдали збитків некрополю городища Алма-Кермен.
На початку травня 2013 р. виставковий проект Кримської республіканської установи "Історико-археологічний заповідник «Неаполь Скіфський» переміг у конкурсі на проведення серії експериментальних виставок Національного центру народної культури «Музей Івана Гончара». Проект мав на меті створення на базі музею та презентацію виставки «Vinum et Oleum. Стародавня амфора — від народження до смерті» в березні-травні 2014 р. Основою експозиції мали стати античні амфори з фондів заповідника, в тому числі й знайдені при дослідженні городища Алма-Кермен. Плани зруйнувала окупація Криму Росією в лютому-березні 2014 р.